# 粵毫

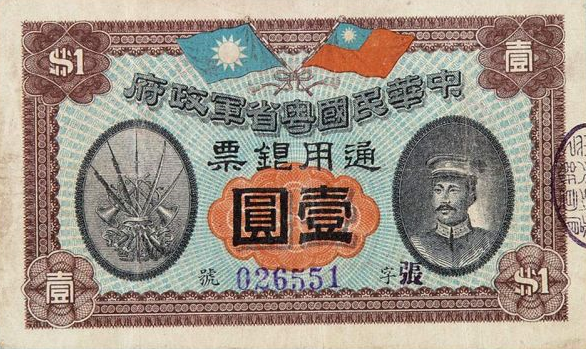
1911年底发行的中華民國粵省軍政府通用银票壹圆，上有陈炯明头像。

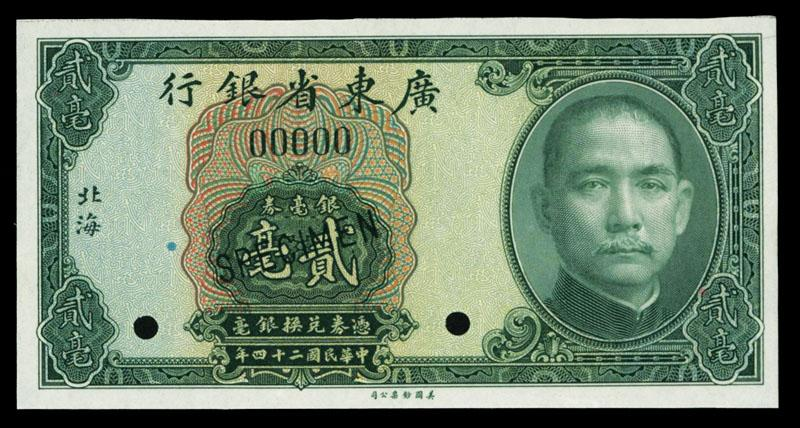
1935年（民國24年）由廣東省銀行在北海發行的貳毫銀毫券

銀毫，又稱毫銀、粵毫、毫洋，是由清光緒年間廣東官府開始鑄造，一直到中華民國時的廣東省政府所發行的流通貨幣。而廣東坊間早在1860年（清咸豐10年）代就流通使用由英國倫敦造幣廠、香港造幣廠鑄造的一、二毫港幣，因為當時廣東使用的銀兩需稱重、估色，非常麻煩，所以粵人樂於使用計算與流通較便利的港幣銀毫。
而廣東官府發行的銀毫，初指5角以下的銀幣，始鑄於1889年（光緒十五年），由當時在廣東省城外黃華塘的廣東造幣廠開鑄，以其成色低過銀元，鑄本不足時，以鑄毫銀有利。1894年（光緒二十年），兩廣總督飭令造幣廠專鑄銀元，因鑄造1元銀幣成本高，而1毫銀幣又因花紋淺、易磨光，在交易中常受挑剔，於是重點鑄造2毫銀幣。廣東以機械鑄幣，為當時中國的官鑄兼（機械）新式銀元開端，其後各省相繼仿造。
踏入民國初期，市面流通的銀毫大部分是清宣統年間福建、廣東兩省鑄造的龍毫，其他如江南、湖南和湖北等省鑄銀毫，在市區流通較少，甚至被拒絕使用。廣西在民國初年因無造幣廠，購生銀向廣東造幣廠搭鑄銀毫，廣西市面流通廣東銀毫，後廣西仿照廣東鑄造銀毫，當地稱之為東毫、西毫。廣西紙幣也以銀毫為本位。
1924年（民國13年）8月，國民政府頒佈禁用港幣條例，並成立廣州中央銀行，負責發行紙幣。後由於各軍閥間混戰，廣東紙幣信用趨於下降。1920年代尾開始，港幣重新取得在廣東金融市場的壟斷地位。
至1929（民國十八年）三月，兩廣政治分會令飭中央銀行改名為廣東中央銀行，以區別南京中央銀行。到1931年（民國二十年）9月，廣東中央銀行改組為廣東省銀行，規定不再發行銀質硬幣，改以毫洋為本位發行紙鈔，即毫洋券，又叫做銀毫券。1935年（民國二十四年）11月3日，國民黨中央政府宣佈實行法幣政策，廢止銀本位制，取消各地方的發鈔權。時主政廣東的陳濟棠表示粵省民間慣用銀毫券，拒絕執行南京中央指令，後中央政府允准廣東進行自主的幣制改革，廣東省銀行保留發鈔權。同年11月6日廣東省財政廳出臺廣東管理貨幣辦法，指定廣東省銀行發行的銀毫券、大洋券，以及廣州市立銀行所發鈔票，為廣東法定貨幣，抗衡中央法幣入粵流通。
两广事变后，中央重新控制广东，重新推行法币改革。1938年（民國二十七年）財政部以粵省慣用毫券甚久，特准毫券與國幣按比率延展一年。後為維持
中日戰爭非常時期金融， 財政部又准許延長兌回毫券期限。直到光復（民國三十四年）後，中央銀行撥出準備基金與廣東省銀行商妥按原比率收兌大洋券、省毫券，到1947年（民國三十六年）中開兌，廣東近半世紀的銀毫歷史就此結束。
- 參見：廣東省銀行

## 圖片

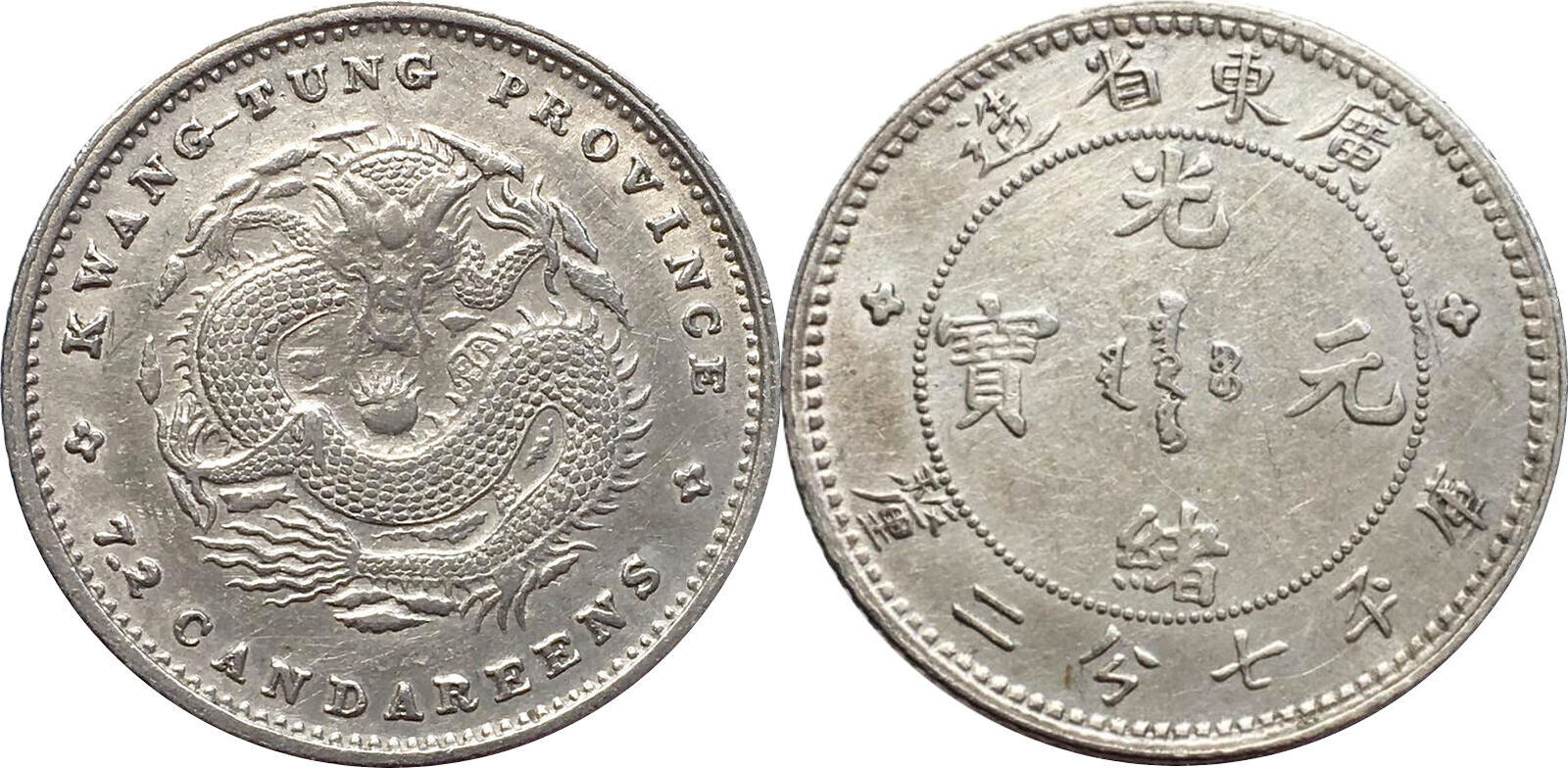
清朝廣東省1毫銀幣
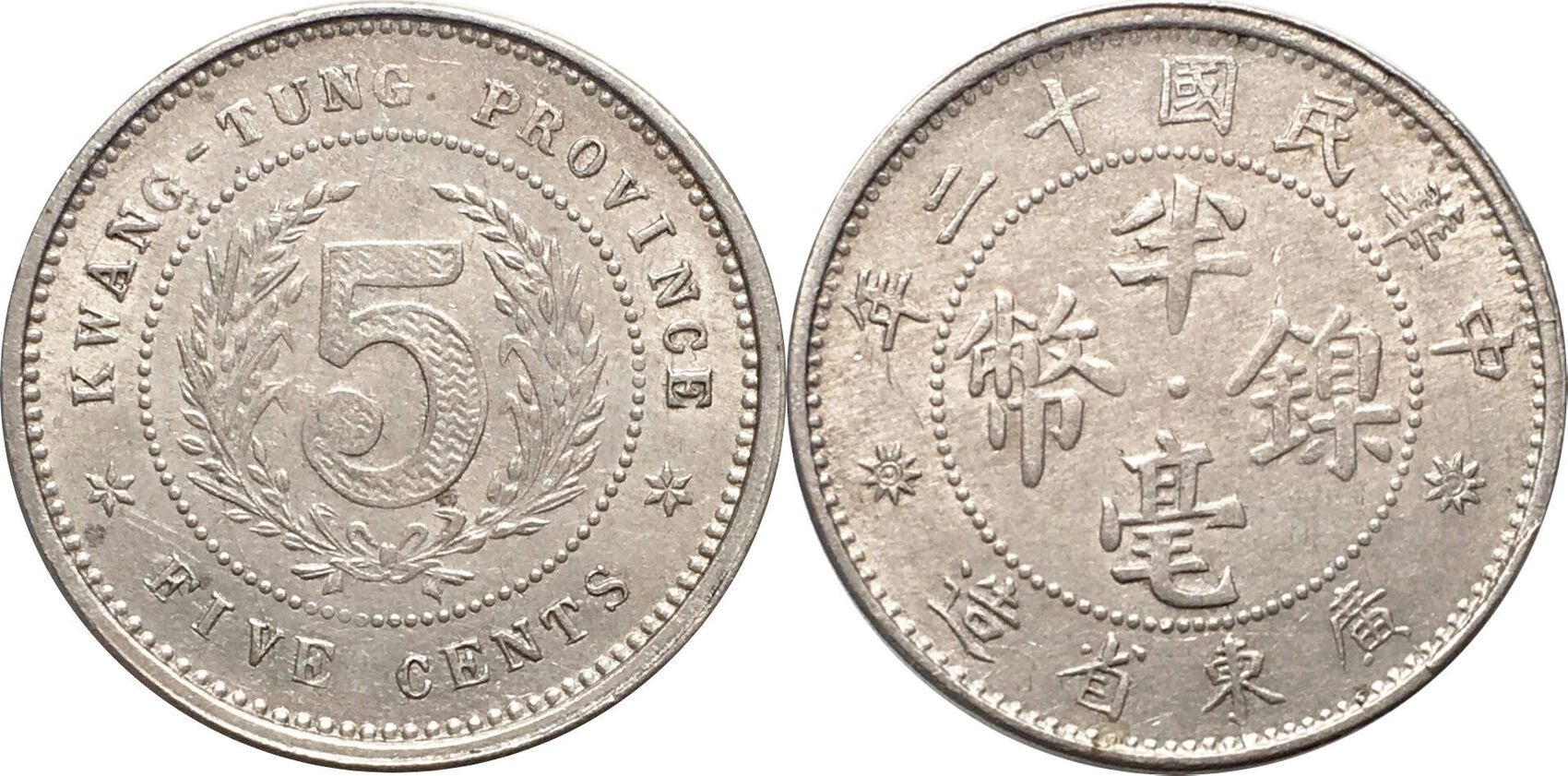
民國廣東省半毫鎳幣
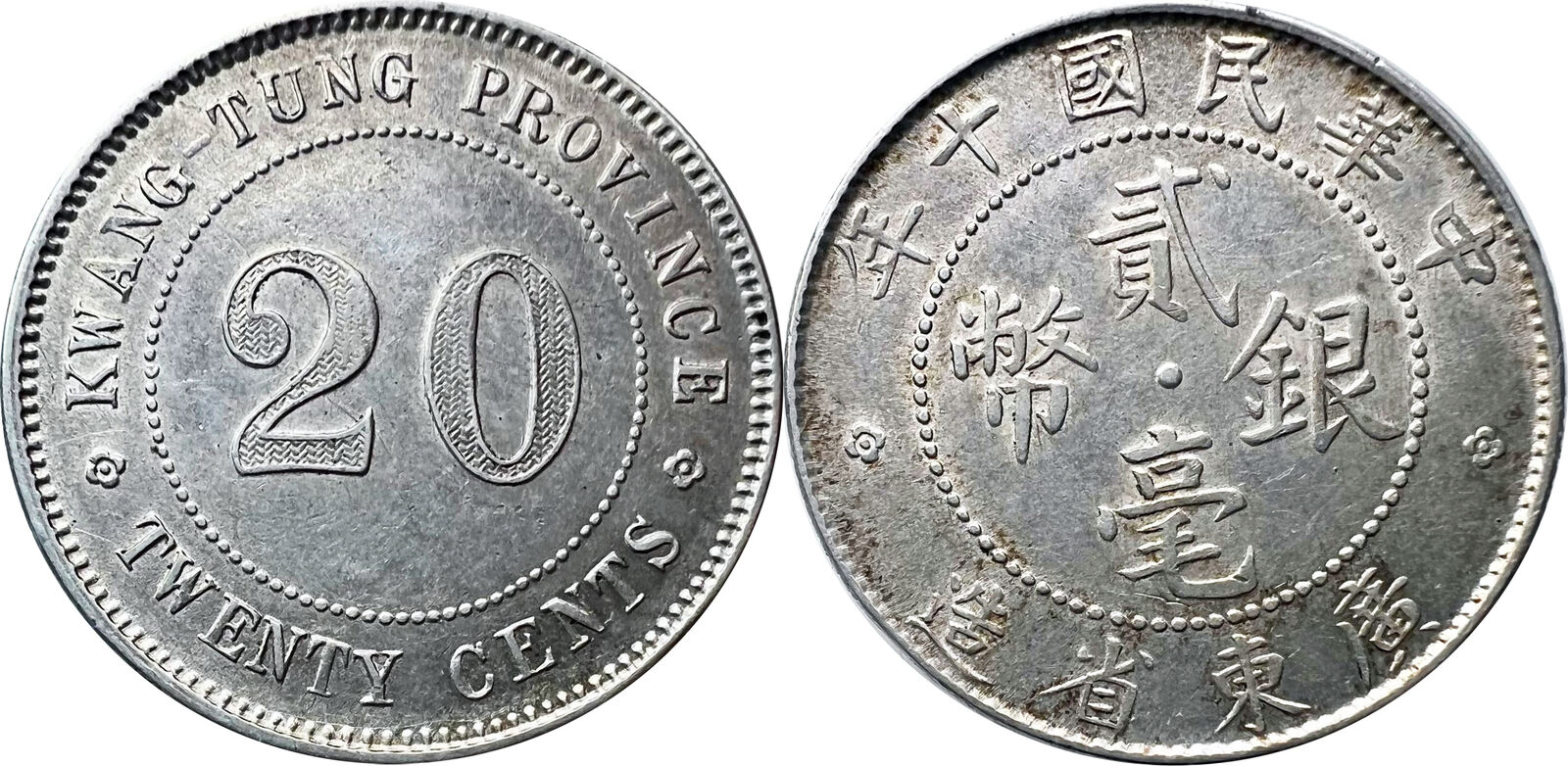
民國廣東省2毫銀幣